# Juri Nikolajewitsch Semjonow
Juri Nikolajewitsch Semjonow (russisch Юрий Николаевич Семёнов; * 29. Märzjul. / 10. April 1894greg. in Wladikawkas, Russisches Kaiserreich; † 1977 in Uppsala) war ein russisch-deutscher Geograph und Schriftsteller.

## Leben
Juri Semjonow wurde 1894 in Wladikawkas, im Oblast Terek und der Kaukasischen Statthalterschaft (Кавказское наместничество) als Sohn des höheren Verwaltungsbeamten Nikolai Sergejewitsch Semjonow (Николай Сергеевич Семёнов, 1844–1900) und dessen Frau Emilia geboren. Sein Vater Nikolai war zudem ein auf den Kaukasus spezialisierter Historiker und Volkskundler und gehörte zu den ersten, die tschetschenische Sagen und Märchen herausgaben, die er unter dem Pseudonym Nanu Semjonow (Нану Семёнов) veröffentlichte (Сказки и легенды чеченцев, 1882). Juri hatte acht Geschwister, von denen ein weitaus älterer Bruder der später bedeutende Architekt und Stadtplaner für Moskau Wladimir Semjonow (1874–1960) war.
Während Juri Semjonow in Moskau studierte, brach der Erste Weltkrieg aus. In der Zeit des sich anschließenden russischen Bürgerkrieges ließ er sich ebenso wie viele andere „weiße Emigranten“ in Berlin nieder, wo er sein Studium fortsetzte und mit der Promotion abschloss.
Semjonow veröffentlichte in der von Karl Haushofer herausgegebenen Zeitschrift für Geopolitik.
Nach der Machtergreifung durch die Nationalsozialisten wurde Semjonow Mitglied der Reichsschrifttumskammer. Er wohnte in Berlin-Wilmersdorf mit seiner Frau Tatiana, geborene Lutkowskaja. Im Jahre 1934 veröffentlichte er zusammen mit dem Militärgeographen Oskar von Niedermayer eine Abhandlung über die Sowjetunion, die dem Osteuropahistoriker Karl Schlögel zufolge in der Tradition des russischen Historikers Wassili Kljutschewski steht.
In der Buchreihe Unterhaltsame Wissenschaft veröffentlichte Semjonow 1936 eine Wirtschaftsgeographie für Jedermann. Sein populärstes Werk Die Eroberung Sibiriens von 1937 erschien noch während der Zeit des Nationalsozialismus in mehreren europäischen Ländern.
Während des Zweiten Weltkrieges veröffentlichte Semjonow in der Zeitung Das Reich.
Nach Ende des Krieges emigrierte Semjonow nach Schweden. Im Jahre 1955 wurde ihm die Ehrendoktorwürde der Universität Uppsala verliehen, an der er später an der „humanistiska fakulteten“ tätig war.
Juri Semjonow starb im Jahre 1977 in Uppsala.

## Publikationen
- Der „Kultur-Bolschewismus“ in seiner Heimat, in: Zeitschrift für Geopolitik, VIII, H. 6., 1931
- Die Sowjet-Union, eine geopolitische Problemstellung, zus. mit Dr. Oskar von Niedermayer, 1934
- Die Güter der Erde. Eine Wirtschaftsgeographie für Jedermann, 1936
  - auf Rumänisch: Averile pământului. O geografie economică pentru oricine, 1943
  - auf Holländisch: De rijkdommen der aarde. Over het huishouden der mensheid: Economische aardrijkskunde voor iedereen, 1943
  - auf Französisch: Les Biens de la terre, 1957
  - auf Spanisch: Las riquezas de la tierra, 1962
- Die Eroberung Sibiriens. Ein Epos menschlicher Leidenschaften. Roman eines Landes, 1937
  - auf Französisch: La conquête de la Sibérie du IXe au XIXe siècle, 1938
  - auf Tschechisch: Dobývaní Sibiře: epos lidských vášní, román jedné země, 1941
  - auf Holländisch: De verovering van Siberië: een epos van menschelijke hartstochten, 1944
  - auf Englisch: The Conquest of Siberia. An Epic of Human Passions, 1944
  - auf Italienisch: La conquista della Siberia. Epopea di un popolo e di un paese, Bompiani, Milano, 1947
- Glanz und Elend des französischen Kolonialreiches, 1942, 2. Aufl. 1944
- Einleitung zu der von Johannes von Guenther hrsg. Anthologie Neue russische Lyrik, 1960
- Похвала праздности: Опыт историко-социологической интерпретации некоторых текстов Пушкина (dt. Das Lob der Muße), 1960
- Du und der Reichtum der Erde, 1961
- Nachwort zu den Aufzeichnungen von Vater Alexander Eltschaninow (Александр Викторович Ельчанинов), 1964
- "Das Häuschen in Kolomna" in der poetischen Erbschaft A. S. Puskins. Text, Interpretation und literatur-historischer Kommentar, 1965
- Johannes von Guenther zum 80. Geburtstag, Würdigungsschrift zus. mit Erich Müller-Kamp, 1966
- Erdöl aus dem Osten. Die Geschichte der Erdöl- und Erdgasindustrie in der Sowjetunion, 1973
- Sibirien. Schatzkammer des Ostens, 1976